# Бельгия на «Евровидении-2000»
Бельгия приняла участие в телевизионном конкурсе Евровидение-2000, который состоялся 13 мая в Глобен-Арене Стокгольма, Швеция. Страну представляла певица Натали Сорц с песней Envie de vivre ("Хочу жить"), написанной Сильвио Пеццуто. По итогам голосования она заняла 24-е (последнее) место, получив всего 2 очка. Этот результат привёл к вылету Бельгии из конкурса Евровидение-2001 и понижению её в рейтинге до "пассивного участника". В результате Envie de vivre стала предшественницей бельгийской заявки на Евровидение-2002 Sister в исполнении группы Sergio & The Ladies. Конкурс был показан валлонским телевещателем RTBF на канале La Une с комментариями Жан-Пьера Готье и фламандским телевещателем VRT на канале VRT TV1 с комментариями Андре Вермёлена и Ани Даемс. Глашатаем, объявлявшим очки бельгийцев, был Томас ван Хамме.

## Предыстория
К моменту участия в конкурсе 2000 года Бельгия принимала участие в Евровидение 42 раза с момента своего дебюта как одна из семи оригинальных стран в первом выпуске 1956 года. За это время страна выигрывала конкурс лишь однажды: в 1986 году с песней J'aime la vie в исполнении Сандры Ким. Бельгия также организовывала Евровидение однажды: в 1987 году во Дворце Столетия в Брюсселе. Страна пропускала конкурс дважды по причине плохих результатов: в 1994 и 1997 годах. В 1999 году композиция Like the Wind в исполнении Ванессы Чинитор заняла 12-е место, набрав 38 очков, что позволило Бельгии принять участие на Евровидение-2000.
Между двумя региональными телекомпаниями RTBF в Валлонии и VRT во Фландрии имеется жребий, согласно которому они по очереди отвечают за организацию выбора бельгийской заявки. До пропуска конкурса 1994 года RTBF отвечало по чётным годам, а VRT - по нечётным. В 1995 году очерёдность поменялась, но спустя три года из-за пропуска 1997 года RTBF снова занялась организацией выбора бельгийской заявки по чётным годам. Валлонский вещатель использовал как внутренний отбор, так и национальный финал. В конце 1999 года RTBF объявило, что заявка на участие в Евровидение-2000 будет определена путём национального финала, как это уже случалось в 1992, 1995 и 1998 годах.

## До «Евровидения»

### Finale Nationale Concours Eurovision de la Chanson 2000
Finale Nationale Concours Eurovision de la Chanson 2000 состоялся 18 февраля в телестудии 6 RTBF в Брюсселе. Ведущим был Жан-Пьер Готье. Десять песен было представлено во время отбора, а победитель определялся путём голосования телезрителей через регионы Бельгии, включая столичный регион Брюссель. Голоса от провинций Намюр и Люксембург были объединены в одну линию, а голоса жителей Фландрии были представлены как "Остальная часть Бельгии". Все песни исполнялись на французском языке и это был последний раз, когда национальный отбор, проводимый RTBF, включал в себя только песни на французском. Натали Сорц с песней Envie de vivre была объявлена победителем.
| Порядок выступления | Исполнитель         | Название песни      | Очки   | Место |
| ------------------- | ------------------- | ------------------- | ------ | ----- |
| 1                   | Мария Канель        | Et si...            | 2,518  | 10    |
| 2                   | Жеральдин Козье     | Ma voie             | 8,371  | 5     |
| 3                   | Жерландо            | Rêve                | 4,002  | 9     |
| 4                   | Сабрина Клинкенберг | Tout ce que je suis | 11,085 | 3     |
| 5                   | La Teuf             | Soldat de l'amour   | 6,216  | 6     |
| 6                   | Mezzo Mezzo         | Belgicanos          | 10,750 | 4     |
| 7                   | Кристель Паньюль    | Pour la vie         | 6,066  | 7     |
| 8                   | Фредерик Рейнартс   | Le nomade m'a dit   | 17,774 | 2     |
| 9                   | Натали Сорц         | Envie de vivre      | 21,362 | 1     |
| 10                  | Триана              | Donne               | 5,270  | 8     |

### Разногласия
После финала изначально существовала некоторая степень неопределенности в отношении непропорционально большого количества голосов Сабрине Клинкенберг из провинции Льеж, но RTBF впоследствии подтвердил, что это было правильно, сославшись на тот факт, что Клинкенберг была уроженкой этой провинции как наиболее вероятное объяснение, и указав, что Сорц также получила исключительно большое количество голосов из своей родной провинции Эно.

## На «Евровидении»
Согласно правилам конкурса Евровидение-2000 к участию допускаются страна-победительница прошлого выпуска, члены клуба "большой четвёрки" (Великобритания, Германия, Испания и Франция), 13 стран, имеющих высокий средний балл по итогам прошлых пяти конкурсов и те страны, которые не участвовали в предыдущем выпуске, но транслировали его. Средний балл Бельгии составлял 47,5, и поэтому она была допущена к участию. Натали Сорц выступала под номером 10, между Россией и Кипром. Выступление Натали активно подвергалось критике из-за плохого, зачастую фальшивого вокала певицы, устаревшего звучания её композиции и несуразного костюма. По итогам голосования она заняла 24-е (последнее) место, получив всего 2 очка, все из которых поступили от Македонии. Этот результат привёл к вылету Бельгии из конкурса Евровидение-2001 и понижению её в рейтинге до "пассивного участника". 12 очков бельгийские телезрители присудили дебютанту Евровидения Латвии. Россия получила от Бельгии 7 очков.

### Голосование
| Очки      | Страна      |
| --------- | ----------- |
| 12 баллов |             |
| 10 баллов |             |
| 8 баллов  |             |
| 7 баллов  |             |
| 6 баллов  |             |
| 5 баллов  |             |
| 4 балла   |             |
| 3 балла   |             |
| 2 балла   | - Македония |
| 1 балл    |             |

| Очки      | Страна     |
| --------- | ---------- |
| 12 баллов | Латвия     |
| 10 баллов | Дания      |
| 8 баллов  | Нидерланды |
| 7 баллов  | Россия     |
| 6 баллов  | Германия   |
| 5 баллов  | Швеция     |
| 4 балла   | Ирландия   |
| 3 балла   | Турция     |
| 2 балла   | Эстония    |
| 1 балл    | Мальта     |